# Liste der Klassischen Archäologen an der Universität Basel
In der Liste der Klassischen Archäologen an der Universität Basel werden alle Hochschullehrer gesammelt, die an der Universität Basel lehrten und lehren. Das umfasst im Regelfall alle regulären Hochschullehrer, die Vorlesungen halten durften, also habilitiert waren. 
Angegeben ist in der ersten Spalte der Name der Person und ihre Lebensdaten, in der zweiten Spalte wird der Eintritt in die Universität angegeben, in der dritten Spalte das Ausscheiden. Spalte vier nennt die höchste an der Universität Basel erreichte Position. An anderen Universitäten kann der entsprechende Dozent eine noch weitergehende wissenschaftliche Karriere gemacht haben. Die nächste Spalte nennt Besonderheiten, den Werdegang oder andere Angaben in Bezug auf die Universität oder das Institut. In der letzten Spalte werden Bilder der Dozenten gezeigt, was derzeit aufgrund der Bildrechte jedoch schwer ist.
| Wissenschaftler                     | von  | bis  | Funktionen                   | Bemerkungen | Bild |
| ----------------------------------- | ---- | ---- | ---------------------------- | --- | ---- |
| Wilhelm Vischer (1808–1874)         | 1835 | 1869 | Ordinarius                   | Altphilologe; 1835 Ausserordentlicher Professor, 1836 Ordinarius für griechische Sprache und Literatur, Vorgänger Friedrich Nietzsches; erster Vertreter einer allumfassenden Altertumswissenschaft einschließlich der Archäologie an der Basler Universität                                         |      |
| Johann Jacob Bernoulli (1833–1913)  | 1860 | 1898 | Ordinarius                   | 1860 Privatdozent, 1874 Extraordinarius für Altertumswissenschaft, 1895 Ordinarius; lehrte von 1859 bis 1898 ehrenamtlich Klassische Archäologie |      |
| Georg Ferdinand Dümmler (1859–1896) | 1890 | 1896 | Ordinarius                   | Altphilologe; 1890 Ordinarius für lateinische Sprache und Literatur; lehrte ehrenamtlich auch Klassische Archäologie |      |
| Hans Dragendorff (1870–1941)        | 1898 | 1902 | Ordinarius                   | Nachfolger Bernoullis auf dem 1898 mit Mitteln der Vischer-Heussler-Stiftung eingerichteten Lehrstuhl für Klassische Philologie und Archäologie; 1902 Direktor der Römisch-Germanischen Kommission; 1911 Generalsekretär des Deutschen Archäologischen Instituts; 1922 Ordinarius in Freiburg i. Br. |      |
| Ernst Pfuhl (1876–1940)             | 1909 | 1940 | Ordinarius                   | 1909 Extraordinarius auf dem seit 1902 vakanten archäologischen Lehrstuhl, 1911 Ordinarius; 1912 Einrichtung eines Seminars für Klassische Archäologie |      |
| Arnold von Salis (1881–1958)        | 1941 | 1942 | Lehrstuhlvertretung          | 1941 Professor in Zürich, nach Pfuhls Tod zugleich Lehrstuhlvertreter in Basel |      |
| Karl Schefold (1905–1999)           | 1936 | 1975 | Ordinarius                   | 1936 Privatdozent, 1942 Extraordinarius, 1944 Leiter des Seminars, 1952 persönlicher Ordinarius, 1960 erster Ordinarius nach 20 Jahren Unterbrechung in Nachfolge Pfuhls; Mitbegründer der Vereinigung der Freunde antiker Kunst und der Zeitschrift Antike Kunst                                    |      |
| Ernst Berger (1928–2006)            | 1962 | 1993 | außerordentlicher Professor  | 1961 bis 1993 Direktor des Basler Antikenmuseums; 1962 Privatdozent; 1968 außerordentlicher Professor |      |
| Margot Schmidt (1932–2004)          | 1975 | 1997 | außerordentliche Professorin | 1962 wissenschaftliche Assistentin am Antikenmuseum Basel, 1966 Konservatorin und stellvertretende Direktorin; 1975 Dozentin; 1976 Habilitation; 1982 außerordentliche Professorin |      |
| Rolf A. Stucky (* 1942)             | 1978 | 2007 | Ordinarius                   | 1978 Ordinarius |      |
| Peter Blome (* 1948)                | ???? | 2012 | außerordentlicher Professor  | Direktor des Antikenmuseums; Titularprofessor |      |
| Bruno Jacobs (* 1954)               | 1993 | 20?? | Extraordinarius              | Extraordinarius für Vorderasiatische Archäologie |      |
| Martin Guggisberg (* 1960)          | 2005 |      | Ordinarius                   | 2005 außerordentlicher Professor, 2007 ordentlicher Professor |      |
| Othmar Jäggi (* 1967)               | 2012 | 2020 | Privatdozent                 | 1998 Lehrbeauftragter, 1999 wissenschaftlicher Mitarbeiter, 2005 Privatdozent Freiburg i. Br., 2012 Umhabilitation nach Basel |      |